# نووسمیونوفکا
نووسمیونوفکا (انگلیسی: Novosemyonovka) یک شهرک در شهرستان گافوریسکی استان باشقیرستان کشور روسیه است.